# Daoukro (département)
Pour la ville, voir Daoukro.
Daoukro est un département de la Côte d'Ivoire de la région de l'Iffou. Le chef-lieu du département est la ville Daoukro.
Le département de Daoukro est créé en 1988 par division du département de Dimbokro. Il est à son tour divisé en 2020 pour créer le département de Ouellé.